# ペット保険
ペット保険（ペットほけん）とは、損害保険の一種である。公的な定義はなされていないが、主に家庭で飼育されるイヌやネコなどのペット（愛玩動物）を対象に、病気やケガの治療費の一部を保険金として支給するものである。

## 概要
日本でいうと、人間を対象とした健康保険制度をペットに適用したイメージである。
イヌやネコなどのペットが、病気になったりケガをしたりして動物病院（獣医師）による治療が必要になった場合、人間と異なり、治療費の全額が自己負担となるが、ペット保険に加入することで、負担額を減らすことができる。
基本的には後日保険金を保険会社に請求する形式だが、いくつかの保険会社では動物病院の窓口で保険による補償分を除いた自己負担分のみを支払えばよい精算方法が利用可能である。
なお、飼っているイヌやネコなどのペットが他人にかみつくなどしてケガをさせたりした場合は、個人賠償責任保険の対象となり、ペット保険の特約としている保険会社もある。

## 歴史
1890年にスウェーデンで家畜や馬を対象とする初めての保険契約が作成され、1924年にスウェーデンで世界初のイヌを対象とした保険が発売される。
日本では1995年に日本ペットオーナーズクラブの野川亮輔によって「ペット共済制度」として発売され、2006年11月にペット&ファミリー少額短期保険が設立されて、野川が初代社長に就任した。
国民生活センターの 2002年12月 - 2003年2月の調査では、日本ペットオーナーズクラブを含め4事業者が存在していたが、この時点では保険会社としての許認可はなかった。

## 保険会社
何社かのペット保険（少額短期保険含む）会社が存在する。
- au損害保険
- SBIいきいき少額短期保険
- SBIプリズム少額短期保険
- アイペット損害保険
- アニコム ホールディングス
  - アニコム損害保険
- イーペット少額短期保険
- イオン少額短期保険
- ペットメディカルサポート
- ペッツファースト少額短期保険
- ペッツベスト少額短期保険
- ペット&ファミリー損害保険
- リトルファミリー少額短期保険
- 楽天損害保険
- 日本ペットプラス少額短期保険